# Robert MacArthur
Robert Helmer MacArthur (Toronto, 7 de abril de 1930-Princeton,1 de noviembre de 1972) fue un ecólogo estadounidense nacido en Canadá que tuvo un gran impacto en muchas áreas de la ecología de poblaciones y ecología de comunidades durante las décadas de 1950 y 1960.

## Educación
MacArthur obtuvo su Licenciatura en la Universidad de Marlboro (Vermont) seguida de una Maestría en Matemáticas en la Universidad de Brown que finalizó en 1953. Bajo la supervisión de George E. Hutchinson, MacArthur obtuvo su doctorado de la Universidad de Yale en 1957, su tesis fue sobre la división de los nichos ecológicos de las cinco especies de curruca en los bosques de coníferas de Nueva York. Un trabajo destacado que aún hoy se estudia en los cursos introductorios de Ecología alrededor del mundo.

## Carrera
Tras finalizar su Doctorado, MacArthur accedió al puesto de profesor en la Universidad de Pennsylvania, donde se mantuvo hasta 1965. Posteriormente ocupó el cargo de profesor de Biología en la Universidad de Princeton entre 1965 y 1972. Jugó un papel importante en el desarrollo de nichos de partición, y junto a Edward O. Wilson fue coautor de la teoría de la Biogeografía de islas, una obra que cambió el campo de la biogeografía, la ecología de comunidades y llevó al desarrollo de la moderna ecología del paisaje. Su énfasis en la comprobación de hipótesis ayudó a cambiar la ecología de un campo principalmente descriptivo en un campo experimental, y condujo al desarrollo de la ecología teórica.
En Princeton, MacArthur se desempeñó como editor general de las monografías de la serie en biología de poblaciones, y ayudó a fundar la revista Theoretical Population Biology. También escribió Ecología geográfica: Patrones en la distribución de las especies (1972). Fue elegido miembro de la Academia Nacional de Ciencias en 1969.
En 1972 MacArthur falleció de cáncer de riñón, a los 42 años de edad.